# Малкин, Фридрих Моисеевич
Фридрих Моисеевич Малкин (26 января 1932, Казань — не ранее июнь 2019 или не позднее июль 2019) — советский и российский спортивный журналист и публицист.

## Биография
Фридрих Малкин родился 26 января 1932 года в Казани.
В 1962 году окончил Московский государственный университет имени М. В. Ломоносова.
С 1955 года занимался спортивной журналистикой. Печатался в центральных газетах «Комсомольская правда» и «Известия», журналах «Физкультура и спорт» и «Молодая гвардия», а также в московских городских и областных газетах «Московский комсомолец», «Московская правда», «Московская спортивная неделя», «Ленинское знамя».
Предметом особого интереса Малкина были фехтование, регби, стрельба из лука и шахматы. В 1958—1966 годах он входил в президиум Федерации фехтования СССР. Был одним из авторов документального фильма «Мушкетёры XX века», посвящённого чемпионату мира по фехтованию 1966 года. Также написал ряд публицистических книг на спортивную тематику. Среди них — книга избранных партий гроссмейстера Александра Котова, которая снабжена биографическим очерком жизни и творчества шахматиста.
В 1970—1980-е годы работал в издательстве «Физкультура и спорт», где был редактором десятков шахматных книг, включая учебники Эмануила Ласкера, Хосе Рауля Капабланки, Рихарда Рети, Савелия Тартаковера, Давида Бронштейна, Юрия Авербаха.
Умер в июне или июле 2019 года.

## Память
7 августа 2019 года в Центре шахматной культуры и информации Государственной публичной научно-технической библиотеки России состоялся вечер памяти Фридриха Малкина и шахматного историка Валерия Чащихина.